# Coupe de Belgique masculine de handball 1991-1992
Navigation
Édition précédente Édition suivante
La Coupe de Belgique masculine de handball de 1991-1992 fut la 28e édition de cette compétition organisée par l'Union royale belge de handball (URBH)

## Tour préliminaire

### Trente-deuxième de finale
- : Tenant du titre

| Club                    | Résultat | Club                 | Lieu                |
| ----------------------- | -------- | -------------------- | ------------------- |
| HC La Hestre            | 19-26    | CSV Ransart          | La Hestre           |
| Le Centre               | 26-18    | H.Villers 59         | ?                   |
| SHCA Flémalle           | 22-16    | HC Malmedy           | Flémalle            |
| Liège UHCA              | 16-24    | HC Eynatten          | Liège               |
| ROC Flémalle            | 23-26    | Ampli Liège          | Flémalle            |
| Jeunesse Jemeppe        | 28-15    | JS Athénée Montegnée | Seraing             |
| SHC Mont-sur-Marchienne | 17-27    | AA Vottem            | Mont-sur-Marchienne |
| HC Chapelle             | 25-19    | Estaimbourg          | Chapelle            |
| HC Jette                | 21-26    | SL Huy               | Jette               |
| Kraainem'72             | 33-31    | HC Saint-Joseph      | Kraainem            |
| ?                       |          |                      |                     |
| ?                       |          |                      |                     |
| ?                       |          |                      |                     |
| ?                       |          |                      |                     |
| ?                       |          |                      |                     |
| ?                       |          |                      |                     |

## Phase finale

### Huitièmes de finale
- : Tenant du titre

| Club              | Résultat | Club                | Lieu          |
| ----------------- | -------- | ------------------- | ------------- |
| Union beynoise    | 14-17    | Sporta Evere        | Beyne-Heusay  |
| RPSM              | 19-21    | KV Sasja HC Hoboken | Saint-Nicolas |
| HC Herstal        | 24-9     | AA Vottem           | Herstal       |
| CSV Ransart       | 24-21    | HBC Termonde        | Charleroi     |
| HC Eynatten       | 29-18    | HV Arena Hechtel    | Raeren        |
| HC Kiewit         | 21-22    | Olympia Heusden     | Hasselt       |
| Initia HC Hasselt | 16-15    | Olse Merksem HC     | Hasselt       |
| Sporting Neerpelt | 37-8     | SHCA Flémalle       | Neerpelt      |

### Quarts de finale
- : Tenant du titre

| Club              | Résultat | Club                | Lieu           |
| ----------------- | -------- | ------------------- | -------------- |
| HC Eynatten       | ?        | CSV Ransart         | Raeren         |
| Olympia Heusden   | 11-19    | Sporting Neerpelt   | Heusden-Zolder |
| HC Herstal        | ?        | KV Sasja HC Hoboken | Herstal        |
| Initia HC Hasselt | 24-23    | Sporta Evere        | Hasselt        |

### Demi-finales
- : Tenant du titre

| Club              | Résultat | Club              | Lieu     |
| ----------------- | -------- | ----------------- | -------- |
| Sporting Neerpelt | ?        | Initia HC Hasselt | Neerpelt |
| HC Herstal        | ?        | HC Eynatten       | Herstal  |

### Finale
| 3 mai 1992 17h00 | HC Herstal                   | 24 - 22 | Sporting Neerpelt | Herstal, La Ruche |
| 3 mai 1992 17h00 | Joseph Delpire 7             | (12-11) | Robert Skalski 6  | Herstal, La Ruche |
| 3 mai 1992 17h00 | Rapport (archives lesoir.be) |         |                   | Herstal, La Ruche |

## Vainqueur
| Coupe de Belgique de handball 1991-1992 HC Herstal 1er titre |